# Выползова Слободка
Вы́ползова Слобо́дка — село в Переславском районе Ярославской области на речке Кубре.

## История
Церковь в Выползовой слободке построена в первый раз в 1706 году местным помещиком окольничьим князем Петром Лукичом Львовым. Новопостроенная церковь была освящена в честь Казанской иконы Божией Матери.
В 1785 году местный помещик Иван Михайлович Хвостов вместо деревянной церкви устроил двухэтажный каменный храм. В верхнем этаже престол в честь Казанской иконы Божией Матери, в нижнем в честь святителя Димитрия Ростовского.
В селе была усадьба талантливого поэта Д. И. Хвостова, которого также называют «первым этнографом» переславского края (написал и издал книгу «О знаменитости Переславля-Залесского в древние и новые времена…»).
Церковь и усадьба разрушены, кладбище сохранилось.
С 1881 года в Выползовой слободке была земская народная школа.

## Население
| 1859 | 1905 | 1926 | 2007 | 2010 |
| ---- | ---- | ---- | ---- | ---- |
| 195  | ↘87  | ↗129 | ↘0   | →0   |

## Церковь
Храм был расположен на вершине Яхромской горы, окружённой реками Куброю и Яхромою. Они воздвигнуты в 1786 году и освящены на другой год Преосвященным Феофилактом Горским (бывшим Переславским епископом), который, по дружбе своей к помещику того села, созидателю храма Ивану Михайловичу Хвостову и супруге его Вере Григорьевне, был зодчим сего святилища и сам делал план иконостасу.
На левой стене церкви вставлена доска из итальянского мрамора, на коей начертаны золотыми буквами эпохи сего храма и показаны различные числа, в кои здешние Преосвященные совершали в нём служение. Престол кован из серебра, на нём сделаны изображения: Тайная вечеря, Снятие со креста, Положение во гроб и Воскресение. Эти изображения сделал самоучка художник переславский мещанин Василий Алексеевич Понизовнин. В напрестольное Евангелие посередине вставлен образ святого Александра Невского, осыпанный алмазами, который посвящён сей церкви знаменитым генералиссимусом Суворовым. Этот образ был пожалован ему при ленте Святого Александра Невского.
На колокольне поставлены часы, которые работал тот же Понизовнин.